# Gumpenweiler (Schnelldorf)
Gumpenweiler ist ein Gemeindeteil der Gemeinde Schnelldorf im Landkreis Ansbach (Mittelfranken, Bayern). Abweichend von der Gemeindezugehörigkeit hat der Ort die Postleitzahl von Kreßberg. Gumpenweiler liegt in der Gemarkung Haundorf.

## Geografie
Der Weiler liegt am Schönbach, einem rechten Zufluss der Zwergwörnitz. 1 km südwestlich befindet sich die Ruhe (528 m ü. NHN), die eine Erhebung der Crailsheimer Hardt ist, die Teil der Frankenhöhe ist. 0,5 km nordöstlich liegt das Haundorfer Holz. Die Landes- bzw. Staatsstraße 1010 führt nach Leukershausen (1,2 km nordwestlich) bzw. nach Bergertshofen (0,9 km südöstlich). Eine Gemeindeverbindungsstraße führt nach Haundorf zur Kreisstraße AN 38 (2 km nordöstlich).

## Geschichte
Im Jahre 1346 wurde Gumpenweiler erstmals urkundlich erwähnt. 
Der Ort lag im Fraischbezirk des ansbachischen Oberamtes Feuchtwangen. Im Jahre 1732 gab es 4 Anwesen und 1 Gemeindehirtenhaus. Grundherren waren das Stiftsverwalteramt Feuchtwangen (2 Anwesen) und das Kastenamt Crailsheim, das die Ansprüche der Pfarrei Leukershausen (1 Anwesen) und der Gotteshauspflege Bergertshofen (1 Anwesen) verwaltete. Bis zum Ende des Alten Reiches änderte sich an den Verhältnissen nichts. Von 1797 bis 1808 unterstand der Ort dem Justiz- und Kammeramt Feuchtwangen.
Im Jahre 1806 wurde Gumpenweiler als links des Schönbachs gelegener Ort willkürlich dem Königreich Bayern zugeschlagen, während Leukershausen, zu dem der Ort bis dahin politisch gehörte, als rechts des Schönbachs gelegener Ort dem Königreich Württemberg zugeschlagen wurde. Im Anschluss erfolgte auch die kirchliche Loslösung von der Heimatgemeinde Leukershausen und Zuordnung zu der auf bayerischem Gebiet liegenden Pfarrei Unterampfrach. Mit dem Gemeindeedikt (frühes 19. Jahrhundert) wurde Gumpenweiler dem Steuerdistrikt Unterampfrach und der Ruralgemeinde Haundorf zugeordnet. 
In den Jahren 1919 und 1955 gab es Anträge auf Eingliederung in die Gemeinde Leukershausen, um die von oben verordnete Trennung wieder aufzuheben, die jedoch beide von der bayerischen Regierung abgelehnt wurden.
Im Zuge der Gebietsreform in Bayern wurde Gumpenweiler am 1. Januar 1972 nach Schnelldorf umgegliedert.

## Einwohnerentwicklung
| Jahr      | 001818 | 001840 | 001861 | 001871 | 001885 | 001900 | 001925 | 001950 | 001961 | 001970 | 001987 |
| Einwohner | 35     | 38     | 41     | 35     | 36     | 29     | 40     | 40     | 30     | 28     | 22     |
| Häuser    | 7      | 6      |        |        | 6      | 6      | 6      | 6      | 6      |        | 6      |
| Quelle    | [ 11 ] | [ 12 ] | [ 13 ] | [ 14 ] | [ 15 ] | [ 16 ] | [ 17 ] | [ 18 ] | [ 19 ] | [ 20 ] | [ 1 ]  |

## Religion
Der Ort ist seit der Reformation evangelisch-lutherisch geprägt und bis heute nach St. Sebastian und St. Veit (Unterampfrach) gepfarrt. Die Einwohner römisch-katholischer Konfession sind nach St. Ulrich und Afra (Feuchtwangen) gepfarrt.